# Vicente Gómez
José Vicente Gómez Umpiérrez (Las Palmas de Gran Canaria, 31 agosto 1988) è un ex calciatore spagnolo, di ruolo centrocampista.

## Caratteristiche tecniche
È un centrocampista difensivo.